# Могилёвский мост
Могилёвский мост — автодорожный железобетонный арочный мост через канал Грибоедова в Адмиралтейском районе Санкт-Петербурга, соединяет Коломенский и Покровский острова. 

## Расположение
Расположен по оси Лермонтовского проспекта. Рядом с мостом находится православная Свято-Исидоровская церковь эстонского православного братства. Выше по течению находится Пикалов мост, ниже — Аларчин мост. Ближайшая станция метрополитена (1,6 км) — «Садовая».

## Название
Название известно с 1906 года и дано по Могилёвской улице, как тогда именовался участок нынешнего Лермонтовского проспекта между Екатерининским каналом и Фонтанкой. Первоначально использовалась форма Могилевский пешеходный мост, но после реконструкции 1912 года мост стал транспортным и определение «пешеходный» отпало. В советское время мост не был переименован, поскольку название Лермонтовского получил Ново-Петергофский мост на пересечении Лермонтовского проспекта с Обводным каналом.

## История
В 1905—1906 годах по проекту и под надзором инженера П. А. Лихачёва был построен пешеходный деревянный мост. В 1911—1912 годах мост перестроен в транспортный. Это был деревянный свайный трёхпролётный мост подкосной системы, длиной 49,6 м и шириной 11,5 м. В 1928 году мост был расширен до 19,5 м с сохранением прежней конструкции. Средний пролёт был судоходным ригельно-подкосной системы. В сентябре 1941 года, во время блокады, мост был повреждён от взрыва сброшенной на парашюте морской мины и стал доступен только для пешеходов. В 1942 году по решению районного совета он был разобран на дрова. 
Существующий мост был построен в 1951—1953 годах по проекту инженера института «Ленгипроинжпроект» В. В. Блажевича и архитектора С. Г. Красикова. Строительство вело СУ-3 треста «Ленмостострой» под руководством главного инженера К. В. Учаева.

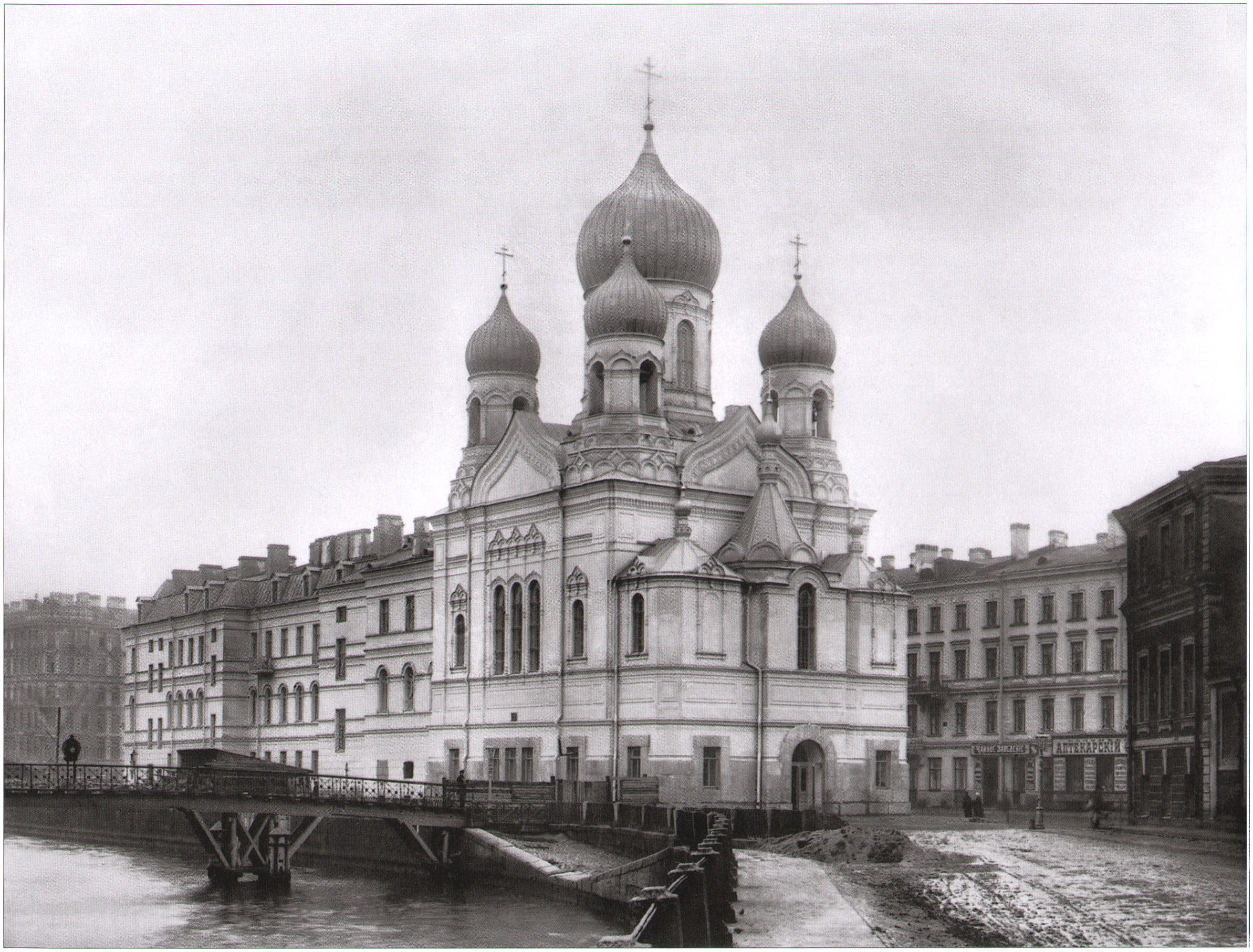
Могилёвский пешеходный мост. 1906—1911 года
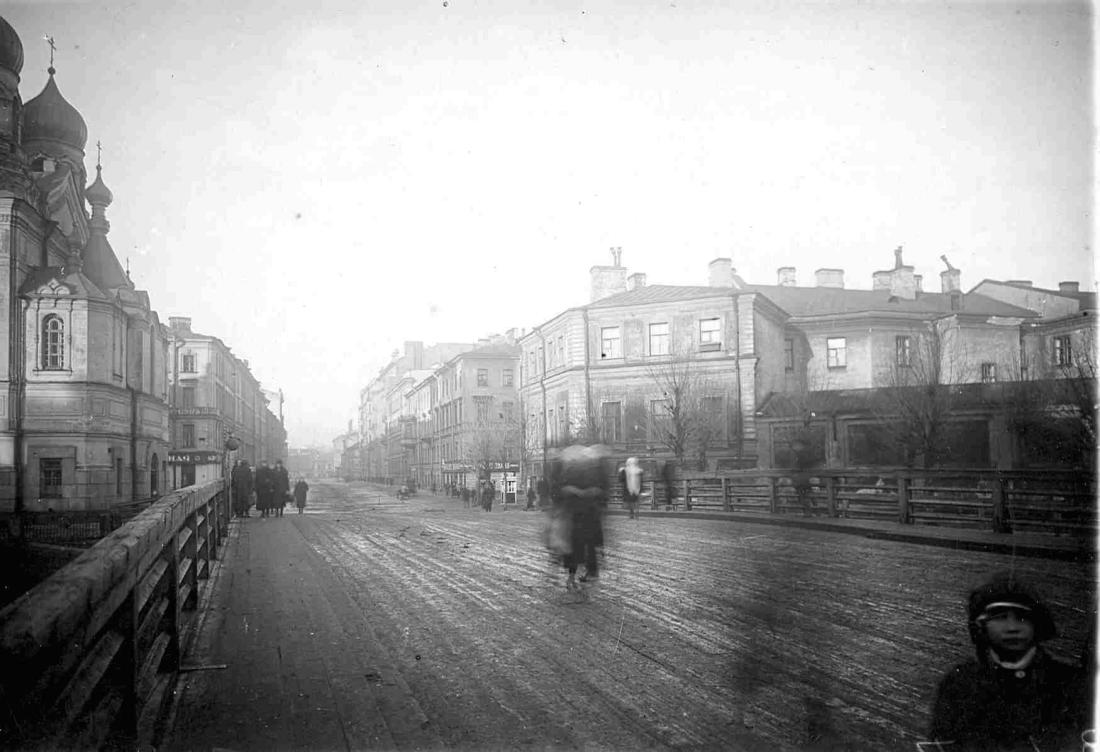
Проезжая часть моста. 1920-е
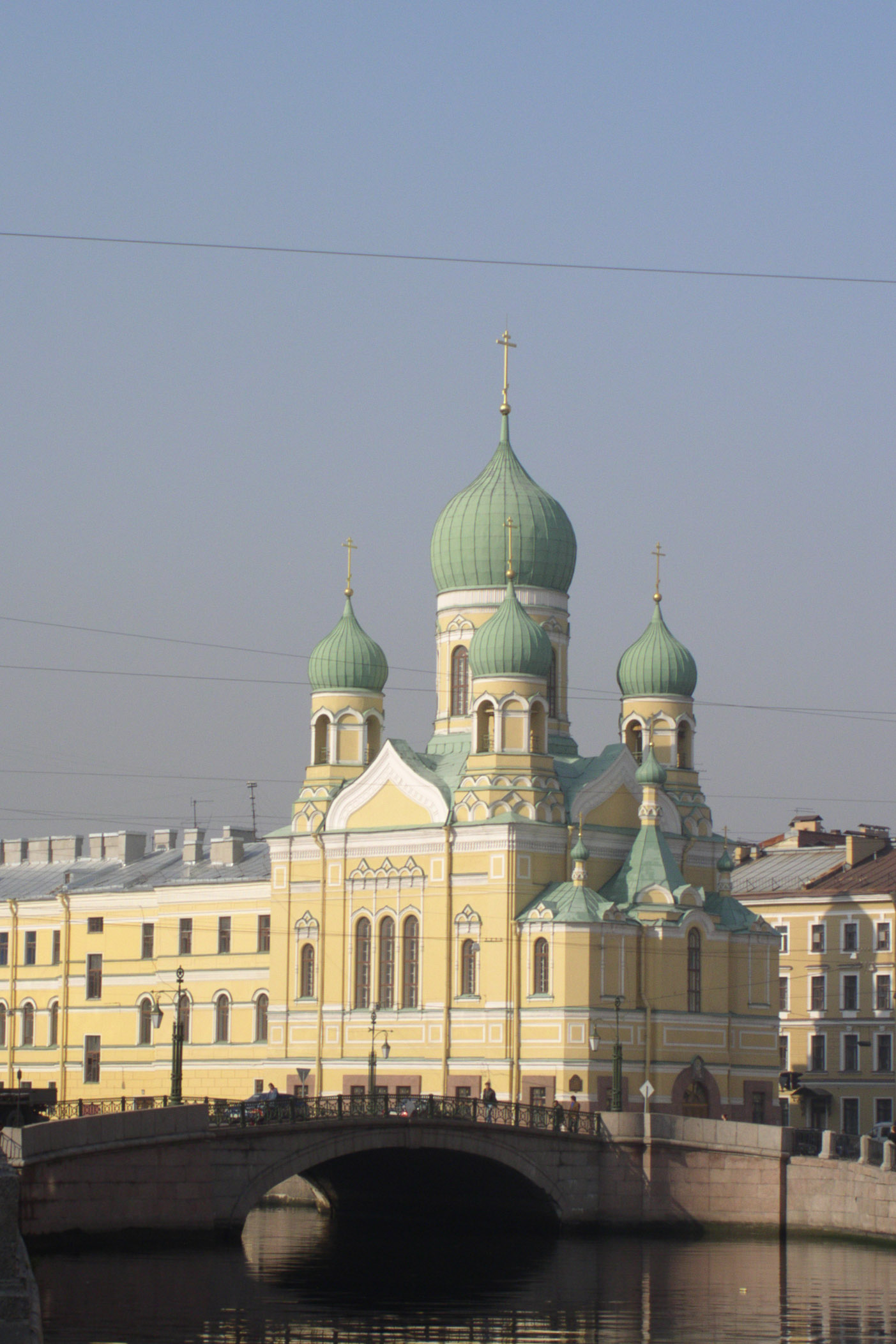
Мост и Свято-Исидоровская церковь 2007 год

## Конструкция
Мост однопролётный железобетонный арочный. Пролётное строение представляет собой железобетонную двухшарнирную арку с отверстием в свету по нормали (мост косой) в 16,2 м. Стрела подъёма свода — 2,28 м. Устои массивные железобетонные, на свайном основании, облицованы гранитом. Фасады облицованы розовым гранитом с рустовым камнем в замке. Длина моста составляет 28,3 м, ширина — 24 м. 
Мост предназначен для движения автотранспорта и пешеходов. Проезжая часть моста включает в себя 4 полосы для движения автотранспорта. Покрытие проезжей части и тротуаров — асфальтобетон. Тротуары отделены от проезжей части высоким гранитным парапетом. Перильное ограждение чугунное художественного литья по типу решеток набережной реки Мойки, завершается на устоях гранитным парапетом. При въездах на мост установлены торшеры освещения, стилизованные под ампир, с шестигранными фонарями. Облик современного Могилёвского моста приближен к архитектуре петербургских сооружений XIX века.